# Santiago de Compostela-ulykken
Santiago de Compostela-ulykken indtraf onsdag den 24. juli 2013 om aftenen, da et Alviatogsæt (spansk højhastighedstog) på vej fra Madrid til Santiago de Compostela afsporedes i udkanten af byen 3-4 km, før det nåede stationen. Ulykken skete dagen før den årlige, kristne pilgrimsfestival. Ud af de 222 personer i toget (218 passagerer og fire ansatte) blev 79 dræbt og omkring 125-140 såret. Umiddelbart efter ulykken erkendte lokomotivføreren i en samtale med fjernstyringscentralen, at toget var kommet ind i en kurve med mindst 190 km/t. Hastighedsbegrænsningen i kurven var 80 km/t. Ulykken blev filmet af et overvågningskamera ved banelegemet, der viste, at alle togets 13 enheder afsporedes ved høj fart.
Som følge af ulykken erklærede Spaniens premierminister, Mariano Rajoy, officiel landesorg i tre dage. På et lukket retsmøde søndag den 28. juli erkendte lokomotivføreren sit ansvar og forklarede den høje hastighed med, at han troede, at han og toget havde befundet sig et helt andet sted på strækningen. Mandag den 29. juli afholdtes en mindehøjtidelighed i katedralen i Santiago de Compostela, hvor pårørende, byens borgere, den spanske regering og kongehuset var repræsenteret.
Undersøgelser af togets sorte boks viste efterfølgende, at lokomotivføreren fik tre advarselssignaler kl. 20.39, 20.40 og 20.41 omkring det tidspunkt, hvor han talte i telefon med en togbetjent om, hvilken perron toget ville køre ind på senere på ruten. Føreren bremsede op kl. 20.40, da toget kørte med 195 km/t til trods for, at hastighedsgrænsen på den del af strækningen var 80 km/t. Toget kørte med 192 km/t ganske kort tid inden afsporingen og forulykkede med en hastighed på 153 km/t.

## Baggrund
Spanien har Europas mest omfattende højhastighedsjernbanenet på 2441 km og verdens tredjemest omfattende efter Kina og Japan. Den første højhastighedsjernbane i Spanien åbnede i 1992. Infrastrukturen forvaltes af det statsejede Adif, og togene køres af operatøren RENFE, der også er statsejet. Olmedo-Zamora-Galicien jernbanen er delvist færdig som højhastighedslinje, hvilket indebærer, at nogle af delstrækningerne fortsat fungerer som konventionel jernbanestrækning.
RENFEs Alviatog (Class S730) kan køre både på højhastighedsspor og konventionelt spor. Toget har en maksimal hastighed på 250 km/t og er ikke selskabets hurtigste højhastighedstog, idet de hurtigste tog i Spanien kan køre op til 310 km/t i almindelig drift.
Alviatogsættet, der forulykkede, er et hybridtog, der både kan køre på el og på diesel. Da ulykken indtraf, kørte det på el. Det forulykkede togsæt bestod af to motorvogne (730 046 forrest og 730 045 bagest), to generatorvogne med dieselmotor og 9 passagervogne. Togsættet, der er leveret i 2012, har plads til i alt 299 passagerer (63 på 1. klasse og 236 på 2. klasse). RENFE råder over 15 togsæt af denne type og yderligere 30 togsæt af den tilsvarene type (uden dieselgeneratorvogne), S130, der leveredes i 2007. Typen er især speciel ved, at materiellet på få minutter kan omstilles mellem spansk (iberisk) bredspor på 1688 mm og normalspor på 1435 mm.

## Ulykken
Kl. 20:41 CEST (18:41 UTC) afsporede Alvia-toget på vej til Ferrol fra Madrid ved Santiago de Compostela. Alle 13 vogne i toget afsporedes, da toget passerede en kurve. Fire vogne væltede. Toget havde 218 passagerer ombord på tidspunktet for ulykken, svarende til en belægningsgrad på 73 %. En af vognene blev revet fra hinanden i ulykken, og en anden brød i brand. Uofficielle tekniske rapporter antyder, at toget kørte mere end dobbelt så hurtigt som tilladt, da det kom ind i kurven.
Ifølge Madrid dagbladet El País blev 78 mennesker dræbt og 145 såret, heraf over 30 alvorligt sårede. Den spanske havarikommission angiver antallet af dræbte til 79, heraf 2 af togpersonalet. Desuden 33 alvorligt kvæstede og 54 lettere kvæstede. Santiago de Compostela-ulykken er den værste togulykke i Spanien i 40 år og Spaniens første ulykke nogensinde på en højhastighedsstrækning.

## Redningsarbejdet
Omkring 200 redningsfolk arbejdede hele natten efter den 24. juli på at redde de indespærrede ofre ud af togvognene. Den 25. juli om eftermiddagen havde de gennemsøgt alle vogne, og identifikationen af de døde kunne begynde. Spaniens premierminister, Mariano Rajoy, besøgte ulykkesstedet dagen efter ulykken og mødte en række af de overlevende, som var indlagt på hospitaler i området. Samtidig erklærede han officiel landesorg i tre dage i Spanien.

## Efterforskningen
Ifølge Reuters dagen efter ulykken fortalte en officiel kilde, at høj fart formentlig var skyld i uheldet, mens andre kilder mente, at det var for tidligt at gætte på årsagen. Ifølge kilder til El Pais skulle toget angiveligt have kørt over 180 km/t i den skarpe kurve, hvor hastighedsbegrænsningen er 80 km/t. At toget tilsyneladende kørte alt for hurtigt bekræftedes af en ordveksling mellem den 52-årige lokomotivfører og kontrolcenteret kort efter afsporingen, hvor lokoføreren erkendte, at toget kom ind i kurven med en hastighed på mindst 190 kilometer i timen. "Jeg håber ikke, at nogen er omkommet. Det vil være på min samvittighed", skulle lokomotivføreren have sagt til kontrolcentret. En alkoholtest foretaget umiddelbart efter ulykken viste, at han ikke var beruset. Ifølge jernbaneselskabet havde lokomotivføreren arbejdet 30 år for selskabet og havde kørt på strækningen i over et år. Ifølge en pressemeddelelse den 25. juli 2013 fra den øverste regionsdomstol i Galicien, der efterforskede ulykken, gav domstolen politiet ordre på at afhøre lokomotivføreren med en sigtets rettigheder på hospitalet, hvor han blev varetægtsfængslet. Ifølge Jaime Iglesias, der er ledende politichef i den nordvestlige Galicien, blev lokomotivføreren formelt tilbageholdt kl. 20.00 torsdag aften sigtet for forbrydelser i forbindelse med ulykken.
Efterforskningen viste, at lokomotivføreren skulle have påbegyndt opbremsningen af toget fire km før den kurve, hvor toget afsporedes.

## Undersøgelser og retligt efterspil
På et lukket retsmøde i Santiago de Compostela søndag aften den 28. juli 2013 erkendte den 52-årige lokomotivfører sit ansvar for ulykken og forklarede, at ulykken skyldtes en forglemmelse fra hans side, og at han troede, at han og toget befandt sig et helt andet sted på ruten. Derfor nåede han ikke at bremse i tide. På retsmødet tiltaltes han formelt for 79 tilfælde af uagtsomt manddrab men blev løsladt mod kaution mod at han fik frataget sit pas og under den kommende retssag skal melde sig i retten en gang om ugen. På baggrund af havarikommissionens undersøgelse vil domstolen også se på, om toget, sporet eller sikkerhedssystemet kan have bidraget til ulykken.
Undersøgelser af togets sorte boks viste, at lokomotivføreren fik tre advarselssignaler kl. 20.39, 20.40 og 20.41, men det er uklart, om de handlede om, at farten skulle sættes ned. Lokomotivføreren modtog advarselssignalerne omkring det tidspunkt, hvor han talte i telefon med en billetkontrollør om, hvilken perron toget ville køre ind på senere på ruten. Lokomotivføreren fik opkaldet klokken 20.39, da toget kørte med 199 km/t. Opkaldet varede mindre end to minutter og blev afsluttet 11 sekunder før, at toget kørte af skinnerne. Føreren bremsede op kl. 20.40, da toget kørte med 195 km/t til trods for, at fartgrænsen på den del af strækningen var 80 km/t, men da var det for sent. Retten har tidligere sagt, at toget kørte med 192 km/t ganske kort tid inden afsporingen, og at det forulykkede med en hastighed på 153 km/t.

## Galleri
- Det forulykkede tog umiddelbart efter afsporingen.
- Den adskilte, forreste del af toget.
- Det forreste lokomotiv afsporedes men forblev oprejst.
- En af vognene blev slynget op over baneskråningen og landede på en vej.